# Godverdomse dagen op een godverdomse bol
Godverdomse dagen op een godverdomse bol is een boek van de Oost-Vlaamse schrijver Dimitri Verhulst, gepubliceerd in september 2008 door uitgeverij Contact.

## Verhaal
Godverdomse dagen op een godverdomse bol gaat over de geschiedenis van de mensheid. Dimitri verhulst vertelt op een cynische manier hoe de mens van "een sliertje speeksel in de zee" naar de mens van nu evolueert. De mensheid wordt aangesproken als "'t", wat eerst misschien wat raar eruitziet, maar al snel went. "'t" Staat voor de hele mensheid, maar vaak worden alleen de mannen bedoeld, vrouwen worden vaak de "teven" genoemd. Ook gaat het vooral over de Europese geschiedenis.

## Humo
Op drieëntwintig september 2008 verscheen het boek als gratis bijlage bij het Belgische weekblad Humo.